# Avukaya (peuple)
Pour les articles homonymes, voir Avukaya.
Les Avukaya sont une population d'Afrique centrale vivant principalement au sud du Soudan du Sud, dans les districts de Maridi et Yei de l'Équatoria-Occidental. Quelques communautés vivent également de l'autre côté de la frontière en République démocratique du Congo. Leur nombre a été estimé entre 10 000 et 15 000 personnes au début des années 1980. Pour le seul Soudan du Sud, d'autres sources portent ces chiffres à 50 000.

## Ethnonymie
Selon les sources, on observe quelques variantes, telles que : Avukaya, Avokaya, Abukeia.

## Langues
Leur langue est l'avokaya, une langue nilo-saharienne de la branche des langues soudaniques centrales.

## Iconographie

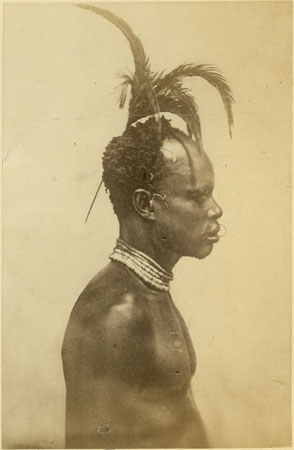
Avukaya photographié par Richard Buchta entre 1877 et 1880.

Les Avukaya ont été photographiés notamment au XIXe siècle par l'explorateur autrichien Richard Buchta.